# Leonardo de Deus Santos
Leonardo de Deus Santos (Belo Horizonte, 1978. április 18. –), legtöbbször egyszerűen Dedé, brazil labdarúgóhátvéd és középpályás. Testvérei közül Cacá és Leandro is labdarúgó.